# انعکاس در چشمان طلایی
انعکاس در چشمان طلایی (انگلیسی: Reflections in a Golden Eye) فیلمی در ژانر درام به کارگردانی جان هیوستون است که در سال ۱۹۶۷ منتشر شد.

## داستان فیلم
در اواخر دهه 1940 سرگرد ولدون پندرتون (مارلون براندو) و همسرش لئونورا (الیرابت تیلور) در یک منطقه نظامی ارتش ایالات متحده در جنوب کشور زندگی می کنند. 
سرگرد پندرتون به سربازی به اسم ویلیامز مأموریت می دهد به جای وظیفه معمول خود در نگهداری اسب ها و اصطبل ها، مقداری از شاخه های شاخه های درخت های اطراف خانه اش را هرس کند. 
همسر پندرتون ، لئونورا با با سرهنگ دوم لنگدون رابطه مخفیانه دارد. آن ها در ظاهر ظهرها با هم به اسب سواری می روند. سرگرد ولدون پندرتون نیز تا حدی از رابطه آن ها اطلاع دارد. او هیچ رابطه جنسی ای با همسرش ندارد و به همین خاطر از طرف همسرش تحقیر می شود.
آرام آرام ویلیامز نیز به همسر پندرتون علاقه مند می شود و شب ها مخفیانه به اتاق می رود و بدون اینکه او متوجه بشود تا صبح تماشایش می کند.
از طرفی همسر سرهنگ لندون که دچار افسردگی و اختلال روانی است و از رابطه همسرش با لئونورا اطلاع دارد  تصمیم می گیرد از شوهرش جدا شود.
سرگرد پندرتون هم به ویلیامز مشکوک می شود. سرهنگ لندون همسزش را به آسایشگاه روانی می برد و به محض بازگشت همسرش سکته قلبی کرده و می میرد. سرگرد پندرتون هم نیمه شب متوجه می شود که ویلیامز به اتاق همسرش رفته. به آن جا می رود و ویلیامز را با شلیک گلوله می کشد

## تاریخچه تولید
الیزابت تیلور بعد از بازی در فیلم کلئوپاترا به یک نام بسیار قدرتمند در هالیوود تبدیل شد و برادران وارنر او را برای بازی در فیلم انعکاس در جشمان طلایی خواستند. الیرابت تیلور عنوان کرد به شرطی در این فیلم بازی می کند که نقش مقابلش را مونتوگموری کلیفت بازی کند منتها کلیفت در 23 ژوئیه 1966، قبل از شروع فیلمبرداری، در اثر حمله قلبی درگذشت. پس از آنکه ریچارد برتون و لی ماروین بازی در این فیلم را رد کردند، نقش مقابل الیزابت تیلور به مارلون براندو رسید. 
در نسحه ابتدایی این فیلم که منتشر شد تمام صحنه ها با رنگ طلایی همراه بودند. در هر صحنه یک شی (مانند گل رز) به طور معمول رنگی بود. این اشاره به نقاشی یک طاووس طلایی توسط پسر خانه بود که جهان در انعکاس او چشم انداز است. این نسخه فیلم مخاطبان را متحیر می کرد اما بعد از مدتی نمایشش متوقف شد و نسخه معمولی آن منتشر شد.

## بازیگران
- الیزابت تیلور
- مارلون براندو
- برایان کیت
- جولی هریس
- رابرت فورستر
- گوردون میچل
- فردریش فن لدبور
- هاروی کایتل